# Chrysoecia gladiola
Chrysoecia gladiola là một loài bướm đêm trong họ Noctuidae.